# Ray Lynch
Ray Lynch (* 3. Juli 1943 in Utah) ist ein US-amerikanischer New-Age-Musiker.

## Karriere
Bereits die Mutter und die älteren Brüder von Ray waren klassische Pianisten und so lernte er bereits mit fünf oder sechs Jahren Klavier spielen. Später entdeckte er über seine Begeisterung für die Ukelele die klassische Gitarre.
Nach einem jugendlichen Rock-and-Roll-Intermezzo entschloss er sich zu ernsthaften Musikstudien und ging im Alter von 18 Jahren für drei Jahre nach Barcelona, um bei Eduardo Sainz de la Maza das Gitarrespiel zu lernen. Nach seiner Rückkehr nach Texas studierte er an der Universität Komposition und Musiktheorie. Anschließend war er auch als Orchesterkomponist erfolgreich.
Gleichzeitig entdeckte er während der Universitätszeit auch die Laute als Instrument für sich und damit die Alte Musik, vor allem der Renaissance und des Barock.
Nach einer schöpferischen, spirituellen Pause wandte er sich der populären, elektronischen New-Age-Musik zu und veröffentlichte 1983 sein erstes selbstkomponiertes Instrumentalalbum The Sky of Mind, das ihn in Insiderkreisen bekannt machte.
So gelang ihm dann mit dem Album Deep Breakfast im Jahr darauf der große Durchbruch. Es gilt als ein herausragendes Instrumentalalbum und verkaufte sich bis in die 1990er Jahre hinein über eine Million Mal. Das bekannteste Stück von Ray Lynch von diesem Album ist der Celestial Soda Pop.
Das Nachfolgealbum No Blue Thing verhalf Lynch darüber hinaus, trotz geringerer Verkaufszahlen, zu mehreren Billboard Music Awards.
Der Titel The Oh of Pleasure wurde 2008 im Videospiel Grand Theft Auto IV sowie 2009 in dem Film Gentlemen Broncos verwendet.
Am Morgen des 13. September 2015 wurden Lynch und seine Lebensgefährtin Opfer der Waldbrände, die zu diesem Zeitpunkt regelmäßig in Kalifornien auftreten. Da keine Warnung für den Bezirk ausgegeben wurde, begab sich Lynchs Ehefrau gegen zwei Uhr morgens ins Bett. Lynch jedoch arbeitete gewohnheitsgemäß noch weiter in seinem Studio. Gegen 4:00 Uhr morgens bemerkte er, dass die Flammen inzwischen in unmittelbarer Nähe des Hauses loderten, und verließ das Haus zusammen mit seiner Ehefrau und den zwei Katzen fluchtartig. Zwar kamen die Eheleute mit dem Leben davon, das gemeinsame Haus in Lake County fiel jedoch inklusive Heimstudio, allen Mastertapes und Instrumenten den Flammen zum Opfer.

## Diskografie
- Truth Is the Only Profound (1982, vertonte Texte)
- The Sky of Mind (1983)
- Deep Breakfast (1984, US: Platin)[3]
- No Blue Thing (1989)
- Nothing Above My Shoulders but the Evening (1993)

## Auszeichnungen
- Billboard Award für den „Instrumental Artist of the Year“ (1989 und 1990)
- Billboard Award für das „Instrumental Album of the Year“ (No Blue Thing, 1990)